# میشل ناپی
میشل ناپی (انگلیسی: Michele Nappi؛ زادهٔ ۳۰ اوت ۱۹۵۱) بازیکن فوتبال اهل ایتالیا است.
از باشگاه‌هایی که در آن بازی کرده‌است می‌توان به باشگاه فوتبال پروجا، باشگاه فوتبال یووه استابیا، باشگاه فوتبال آ.اس. رم، و باشگاه فوتبال سورنتو کالچو اشاره کرد.